# David Cunliffe
David Richard Cunliffe (Te Aroha, Waikato, 1963) és un polític neozelandès i diputat de la Cambra de Representants de Nova Zelanda des de les eleccions de 1999, representant la circumscripció electoral de New Lynn des de les eleccions de 2002. Des del setembre de 2013 és el líder del Partit Laborista i el líder de l'oposició. Entre el 2003 i 2008 formà part del gabinet de Helen Clark.
Després de la derrota del Partit Laborista en les eleccions de 2011 l'aleshores líder del partit Phil Goff dimití. Aquesta dimissió causà una elecció per al lideratge del Partit Laborista, en què Cunliffe va fer campanya però Cunliffe va perdre contra David Shearer. Shearer mateix dimití l'agost de 2013, i en aquesta ocasió Cunliffe fou capaç de ser elegit líder del partit.

## Inicis
Cunliffe va néixer el 1963 a Te Aroha, un poble de la regió neozelandesa de Waikato. Després la seva família es mudaria a Te Kuiti i quan Cunliffe tenia deu anys es mudarien a Pleasant Point, a Canterbury. Aleshores el seu pare, un sacerdot anglicà anomenat Bill, va fer-se membre del Partit Laborista. Com a adolescent va rebre una beca per a estudir el Batxillerat Internacional al Col·legi de l'Atlàntic a Gal·les. En completar els seus estudis secundaris se n'anà a la Universitat d'Otago per a estudiar política, on seria membre del grup universitari de debat i es graduaria amb un BA. Seria diplomat de 1987 a 1994 i va rebre un diploma en ciències socials de la Universitat Massey el 1993.
Va formar part del Programa Fulbright a l'Escola de Govern de John F. Kennedy i de l'Escola de Negocis de Harvard de la Universitat Harvard de 1994 a 1995, rebent un màster en administració pública. Treballà com a consultor de negocis amb el Grup Consultor Boston a Auckland de 1995 a 1999.

## Diputat
| Parlament de Nova Zelanda |      |                |        |           |
| Anys                      | Leg. | Circumscripció | Llista | Partit    |
| 1999-2002                 | 46   | Titirangi      | 53     | Laborista |
| 2002-2005                 | 47   | New Lynn       | 37     | Laborista |
| 2005-2008                 | 48   | New Lynn       | 31     | Laborista |
| 2008-2011                 | 49   | New Lynn       | 8      | Laborista |
| 2011-actualitat           | 50   | New Lynn       | 3      | Laborista |

En les eleccions generals neozelandeses de 1999 fou elegit pel Partit Laborista com al seu candidat en la circumscripció electoral de Titirangi. Allí fou elegit amb el 50,77% del vot total. La circumscripció de Titirangi fou abolida per a les eleccions de 2002, i en el seu lloc Cunliffe fou candidat a New Lynn. Fou elegit amb el 48,29% dels vots el 2002 i des d'aleshores és el diputat per aquesta circumscripció. El 2005 fou elegit amb el 56,12% del vot total, el 2008 amb el 50,35% i el 2011 amb el 52,14%.

### Ministre
En el gabinet de Helen Clark (1999-2008) Cunliffe fou ministre en diverses ocasions. El 19 de maig de 2003 fou nomenat Ministre d'Estat, el qual ho seria fins al 21 de desembre de 2004. A partir d'aquell dia seria Ministre de Comunicacions i de les Tecnologies de la Informació. Entre el 19 d'octubre de 2005 i el 5 de novembre de 2007 seria Ministre d'Immigració. A partir del 5 de novembre de 2007 començaria a ser Ministre de Salut, succeint a Pete Hodgson. En ser elegit el Partit Nacional en les eleccions de 2008 Cunliffe cessà les seves posicions ministerials a partir del 19 de novembre d'aquell any.

### Líder del Partit Laborista
El líder del Partit Laborista Phil Goff dimití en perdre el seu partit les eleccions de 2011. Això causà una elecció al lideratge del partit. En aquesta elecció les dues candidatures eren les de David Shearer amb el seu company Grant Robertson com a candidat per a ser líder segon i Cunliffe amb Nanaia Mahuta com a companya. L'elecció fou decidida el 13 de desembre i Shearer hi guanyà.
En dos anys, però, Shearer mateix dimití. Entre l'agost i setembre de 2013 tingué lloc una nova elecció al lideratge del partit. En aquesta ocasió els participants eren Cunliffe, Robertson i Shane Jones. Aquesta elecció va veure un nou format, en el qual els 32 diputats del Partit Laborista tenien el 40% del vot total, els membres del partit el 40% també i les sindicals afiliades al partit el 20%. A partir del 15 de setembre Cunliffe seria líder en guanyar l'elecció amb el 51,15% del vot acumulat total, el qual es dividia en un 32,35% dels diputats votant per ell, un 60,14% del vot per part dels membres i un 71% per part de les sindicals.

## Vida personal
Cunliffe està casat amb l'advocada d'Auckland Karen Price. Tenen dos fills i resideixen en el suburbi d'Auckland de Herne Bay.